# Winfried Platzgummer
Winfried Platzgummer (* 16. Oktober 1930 in Hofgastein; † 12. Dezember 2024) war ein österreichischer Rechtswissenschafter auf den Gebieten Strafrecht, Strafprozessrecht und Kriminologie. Von 1979 bis 1981 war er Rektor der Universität Wien.

## Leben
Winfried Platzgummer wurde im damaligen Hofgastein (ab 1936 Bad Hofgastein) als Sohn des späteren Tiroler Landtagspräsidenten Adolf Platzgummer (1893–1951) geboren. Sein älterer Bruder war der Provinzial der österreichischen Jesuiten Helmut Platzgummer (1929–2017). Winfried Platzgummer studierte Rechtswissenschaften an der Universität Innsbruck, wo er 1955 zum Dr. iur. promovierte. Anschließend war er als Assistent am Institut für Kriminalwissenschaften und von 1962 bis 1965 Richteramtsanwärter in Innsbruck. 1964 habilitierte er sich bei Friedrich Nowakowski auf den Gebieten Strafrecht, Strafprozessrecht und Kriminologie.
1965 hatte er eine Gastprofessur an der Georg-August-Universität Göttingen inne, 1966 wurde er als außerordentlicher Professor für Strafrecht und Strafprozessrecht an die Rechts- und Staatswissenschaftliche Fakultät der Universität Wien berufen, wo er 1968 zum ordentlichen Professor ernannt wurde. Nach Inkrafttreten des Universitäts-Organisationsgesetzes 1975 (UOG 1975) gründete er mit dem neu berufenen Professor für Strafrecht und Kriminologie Manfred Burgstaller ein gemeinsames Institut für Strafrecht und Kriminologie.
In den Studienjahren 1975/76 und 1976/77 war er Dekan der Rechtswissenschaftlichen Fakultät, in den Studienjahren 1979/80 und 1980/81 gewählter Rektor der Universität Wien. In dieser Funktion war er Vorstandsmitglied des Universitätsbundes Alma Mater Rudolphina. 1999 wurde er emeritiert, Nachfolger als Ordinarius wurde der spätere Justizminister und Vizekanzler der Republik Österreich Wolfgang Brandstetter, der zuvor ab 1981 Assistent bei Platzgummer war. Sein Werk Grundzüge des österreichischen Strafverfahrens wurde von 1984 bis 1997 acht Mal aufgelegt.
Er war Mitglied der katholischen Studentenverbindungen KÖHV Leopoldina Innsbruck (seit 1964), KaV Norica Wien (seit 1981) und KÖHV Amelungia Wien (seit 1982).
Er starb im Dezember 2024 im Alter von 94 Jahren. Er wurde am Döblinger Friedhof bestattet.

## Auszeichnungen (Auswahl)
- 1988: Großes Goldenes Ehrenzeichen am Bande für Verdienste um die Republik Österreich[1][4]
- 1991: Ehrenmedaille der Bundeshauptstadt Wien in Gold[1][4]

## Publikationen (Auswahl)
- 1964: Die Bewusstseinsform des Vorsatzes: Eine strafrechtsdogmatische Untersuchung auf psychologischer Grundlage, Habilitationsschrift, Berlin/Heidelberg 1964, ISBN 978-3-662-26331-0, doi:10.1007/978-3-662-26331-0
- 1967: Die strafrechtlichen Grenzen des Streiks im öffentlichen Dienst: Drei Rechtsgutachten, gemeinsam mit Robert Seiler und Theodor Rittler, Wien, Bundeskammer der gewerblichen Wirtschaft
- 1984: Grundzüge des österreichischen Strafverfahrens, Springer, Wien/New York, 8. neu bearbeitete Auflage 1997, ISBN 978-3-211-83050-5
- 1989: Untersuchungsausschüsse und Rechtsstaat, gemeinsam mit Heinz Mayer und Wolfgang Brandstetter, Manz-Verlag, Wien 1989, ISBN 978-3-214-07904-8
- 1994: Die strafrechtliche Bekämpfung des Neonazismus in Österreich, gemeinsam mit Hans Haider und Christoph Schönborn, Schriften der Wiener Katholischen Akademie 2
- 1996: Freiheit der Kunst – Freiheit der Religion, gemeinsam mit Hans Haider und Christoph Schönborn, Schriften der Wiener Katholischen Akademie 10
- 2013: Johann Georg Grasel vor Gericht. Die Verhörsprotokolle des Wiener Kriminalgerichts und des Kriegsgerichtes in Wien, gemeinsam mit Christian Zolles, Horn/Waidhofen an der Thaya, Waldviertler Heimatbund, ISBN 978-3-900708-27-6